# Hidalgo (Nuevo León)
Hidalgo è un comune del Messico, situato nello stato di Nuevo León.